# 泰宁郡
泰宁郡，中国南北朝时设置的郡。
北魏孝昌（525-528）中置泰宁郡，治东永安县（山西沁水县西15公里固镇村）。领东永安、西河（山西沁水县西）、西获泽（山西阳城县西）、高延（山西沁水县境）四县，属建州。东魏因之，北齐天保七年废泰宁郡为永宁县（西河、高延二县并入东永安县，同时东永安县改名），改属安平郡，隶建州。